# Parafia Podwyższenia Krzyża Świętego w Lublińcu
Parafia Podwyższenia Krzyża Świętego – rzymskokatolicka parafia znajdująca się w Lublińcu. Parafia należy do diecezji gliwickiej i dekanatu Lubliniec.

## Miejscowości i ulice należące do parafii
- Biała Cegielnia, Biała Kolonia, Czarnoleska, Dębowa, Dolna, Droniowicka, Dronowiczki, Drozdów, Goplany, Gruntowa, Jaskółcza, Kandory, Karolinki, Kopce, Korfantego, Krasickiego, Krótka, Leśna, Łowiecka, Marzanny, Miodowa, Myśliwska, Nowa, Okólna, Piaskowa, Pl. Kościuszki, Pl. Sienkiewicza, Plebiscytowa 2-36, Pokoju, Powstańców, Rusałki, Sadowa, Sądowa, Słowicza, Stara Kolonia, Stalmacha, Stawowa, Strażacka, Syreny, Szaforza, Szeroka, Szkolna, Świtezianki, Wierzbowa, Wschodnia, Żabia, Żwirki i Wigury 5, 7, 11, 13, 15, 17, 20, 21, 22, 23, 25, 32, 34, 36, Żytnia